# Make Her Feel Good
Make Her Feel Good – singel Teairra Mari z 2005 roku.
- Pozycja na listach przebojów: 
  - 9 (Hot R&B/Hip-Hop Singles & Tracks)
  - 82 (Pop 100)
  - 15 (Rhythmic Top 40)
  - 35 (Billboard Hot 100)